# داروش‌شافاکا (متروی استانبول)
داروش‌شافاکا (انگلیسی: Darüşşafaka) یکی از ایستگاه‌های خط ام۲، متروی استانبول است.
این ایستگاه که در منطقه ساری‌یر در خیابان بویوکدره قرار دارد در سال ۲۰۱۰ تأسیس شده‌است.